# Aranyamalgám
Az amalgám a higany más fémekkel alkotott természetes ötvözete. Az aranyamalgám a terméselemek osztályába, fémek és intermetallikus ötvözetek alosztályába, azon belül a higany- és amalgámcsoportba besorolt tagja. Képlete: Au2Hg3. A természetes aranyamalgámban az arány: 40% Au és 60% Hg. Kísérletileg az Au mintegy 15% Hg-t vesz fel, ekkor még a kristálya szabályos. Ha a Hg-tartalmat 25%-ra növeljük, a szerkezet hexagonálisra változik (ß-aranyamalgám). A természetes amalgám fehér, fémes, lágy, majdnem cseppfolyós. Kevés ezüstöt is tartalmaz. Lelőhelye: Kolumbia, Kalifornia.